# Butaleja (district)
Butaleja is een district in het oosten van Oeganda.
Butaleja telt 160.927 inwoners. Het district is in 2005 afgesplitst van Tororo.